# Isle-Saint-Georges
Isle-Saint-Georges – miejscowość i gmina we Francji, w regionie Nowa Akwitania, w departamencie Żyronda.
Według danych na rok 1990 gminę zamieszkiwało 541 osób, a gęstość zaludnienia wynosiła 124 osób/km² (wśród 2290 gmin Akwitanii Isle-Saint-Georges plasuje się na 682. miejscu pod względem liczby ludności, natomiast pod względem powierzchni na miejscu 1465.).